# Josef Molín
Josef Molín (* 16. července 1945 - 5. ledna 2021) byl český politik, v 90. letech 20. století poslanec Poslanecké sněmovny za ODS.

## Biografie
Vystudoval Univerzitu J. E. Purkyně v Brně (nynější Masarykova univerzita). Do roku 1990 pracoval jako učitel na základní škole. V letech 1990-2007 vyučoval na Gymnáziu Dr. Karla Polesného ve Znojmě, z toho v prvních sedmi letech jako ředitel tohoto ústavu.
Ve volbách v roce 1996 kandidoval do poslanecké sněmovny za ODS (volební obvod Jihomoravský kraj), ale nebyl zvolen. Do parlamentu se dostal až dodatečně srpnu 1997 jako náhradník poté, co rezignoval poslanec Michal Frankl. Ve sněmovně setrval do voleb v roce 1998. Byl členem sněmovního výboru pro veřejnou správu, regionální rozvoj a životní prostředí.
Dlouhodobě byl aktivní v komunální politice. Po sametové revoluci byl kooptován do Městského národního výboru ve Znojmě jako jeho místopředseda. Po komunálních volbách roku 1990 byl navržen do funkce starosty Znojma, ale ve volbě prohrál s Janem Hartem. Ten mu nabídl post místostarosty, ale Molín to odmítl. V komunálních volbách roku 1994 a komunálních volbách roku 1998 byl zvolen za ODS do zastupitelstva města Znojmo. Byl předsedou ODS ve Znojmě, ale v roce 1999 zbaven členství ve straně kvůli spolupráci s KSČM na komunální úrovni. Přestoupil pak do formace SNK-ED. Mezitím byl opětovně zvolen do znojemského zastupitelstva v komunálních volbách roku 2002 a komunálních volbách roku 2006 (v roce 2006 jako nestraník za SNK-ED). V letech 2003-2006 zastával funkci místostarosty Znojma. V senátních volbách roku 2008 neúspěšně kandidoval za senátní obvod č. 54 - Znojmo. Získal necelá 2 % hlasů a nepostoupil do 2. kola.
K roku 2008 se uváděl jako důchodce. Byl ženatý a měl dvě děti.